# David Goodier
David Goodier (13 de setembro de 1954) é um músico britânico. É mais conhecido como baixista da banda de rock Jethro Tull, que integra desde 2007.
Trabalhou como músico contratado de diversos artistas de jazz, pop e rock, participando desde 2002 de todas as turnês solo de Ian Anderson.